# Melis Bloemsma
Melis Bloemsma (Emmer-Compascuum, 4 oktober 1925 – Stadskanaal, 28 januari 1998) was wethouder in de gemeente Stadskanaal. Bloemsma was lid van de Partij van de Arbeid.

## Leven en werk
Bloemsma werkte bij Purit in Klazienaveen en was al jong actief in de vakbeweging. In 1961 leidde hij - tegen de zin van de vakbonden - de staking van de werknemers bij Purit voor betere arbeidsvoorwaarden. In de jaren zestig verhuisde hij met zijn gezin naar Stadskanaal, waar hij een baan bij Philips had gekregen. In 1971 werd hij gekozen tot wethouder, een functie die hij tot mei 1990 vervulde. Als wethouder van Stadskanaal waren zijn belangrijkste portefeuilles welzijn en volksgezondheid.
In oktober 2008 is in Stadskanaal het Melis Bloemsma Fonds opgericht, dat zich ten doel stelt onvermijdelijke uitgaven van mensen die krap bij kas zitten te vergoeden, indien zij geen beroep kunnen doen op andere mogelijkheden, zoals de bijzondere bijstand.